# サンパウロダービー
サンパウロダービー（オ・デルビー : ポルトガル語: O Derby, デルビー・パウリスタ : ポルトガル語: Derby Paulista）は、ブラジル・サンパウロ州を本拠地とするサッカークラブ、SCコリンチャンス・パウリスタとSEパルメイラスの間で行われるダービーマッチである。
州レベル（カンピオナート・パウリスタ）、地域レベル（トルネイオ・リオ - サンパウロ）、全国レベル（カンピオナート・ブラジレイロ）の他に、南米カップ戦（コパ・リベルタドーレス）で対戦することもある。これほど多くの対戦機会があるブラジルの伝統的なダービーはサンパウロダービー以外に存在しない。

## 統計
2012年3月25日時点
| 大会                       | コリンチャンス 勝利 | 引き分け | パルメイラス 勝利 |
| -------------------------- | ------------------- | -------- | ----------------- |
| セリエA                    | 14                  | 20       | 20                |
| カンピオナート・パウリスタ | 63                  | 50       | 46                |
| コパ・リベルタドーレス     | 3                   | 0        | 3                 |
| その他                     | 41                  | 37       | 56                |
| 通算                       | 121                 | 107      | 125               |

## 記録

### 試合記録
最多得点試合
パルメイラス 4-6 コリンチャンス (1953年1月18日、カンピオナート・パウリスタ)
連続不敗
パルメイラス - 12試合 (1930年5月4日から1934年8月5日)
コリンチャンス - 10試合 (1952年7月6日から1954年7月21日)
パルメイラス - 8試合 (1997年9月28日から1999年3月17日)
パルメイラス - 12試合 (2006年2月15日から2010年2月18日)
最多観客数
| #  | 日付           | 観客数     | スコア                          |
| -- | -------------- | ---------- | ------------------------------- |
| 1  | 1974年12月12日 | 12万522人  | パルメイラス 1-0 コリンチャンス |
| 2  | 1993年6月12日  | 10万4401人 | パルメイラス 4-0 コリンチャンス |
| 3  | 1997年8月31日  | 10万2939人 | コリンチャンス 1-0 パルメイラス |
| 4  | 1989年4月16日  | 10万2187人 | コリンチャンス 0-2 パルメイラス |
| 5  | 1983年12月8日  | 9万5784人  | コリンチャンス 1-0 パルメイラス |
| 6  | 1986年8月24日  | 9万5759人  | コリンチャンス 1-0 パルメイラス |
| 7  | 1978年11月11日 | 9万4872人  | コリンチャンス 3-0 パルメイラス |
| 8  | 1979年2月18日  | 9万4852人  | コリンチャンス 0-0 パルメイラス |
| 9  | 1983年6月6日   | 9万3736人  | コリンチャンス 1-0 パルメイラス |
| 10 | 1986年8月27日  | 9万2982人  | パルメイラス 3-0 コリンチャンス |

### 個人記録
最多得点
| # | 名前                     | クラブ         | 得点数 |
| - | ------------------------ | -------------- | ------ |
| 1 | クラウディオ             | コリンチャンス | 21得点 |
| 2 | バウタザール             | コリンチャンス | 20得点 |
| 3 | ルイジーニョ             | コリンチャンス | 19得点 |
| 4 | Heitor                   | パルメイラス   | 16得点 |
| 5 | Teleco                   | コリンチャンス | 15得点 |
| 6 | セザール・レモス         | パルメイラス   | 13得点 |
| 6 | マルセリーニョ・カリオカ | コリンチャンス | 13得点 |
| 6 | ロメウ・ペリッチャリ     | パルメイラス   | 13得点 |

最多出場
- アデミール・ダ・ギア - パルメイラス : 57試合

最多失点GK
- ロナウド - コリンチャンス : 37試合53失点